# Амурско-Зейска равнина
Аму̀рско-Зѐйската равнина (на руски: Амурско-Зейская равнина) е обширна равнина в централната част на Амурска област. На югозапад достига до левия бряг на река Амур, на север е ограничена от хребетите Тукурингра и Джагди, а от изток – хребета Турана. На юг плавно се понижава към Зейско-Бурейнската равнина. В тези си граници дължината ѝ от запад на изток е около 480 km, а от север на юг – около 240 km. Средна надморска височина около 300 m, максимална 904 m в североизточната част. Преобладава долинно-хълмистия релеф, като по долината на Амур югозападните ѝ части са силно разчленени. Фундамента на равнината е изграден от кристалинни скали, препокрити с пластове от пясъци и глини, отложени в езерата съществували в древните долини на Амур и Зея през неогена. Отводнява се от левите притоци на Амур, основно река Селемджа със своите притоци Зея (с притоците си Деп и Уркан), Орловка, Нора и др. Разпространени са гори от лиственица, бор и бреза, а на юг са характерни обширните прастранства заети от храстовиден дъб. Силно заблатена. В равнината са разположени градовете Зея и Шимановск и селищата от градски тип Магдагачи, Ушумун и Сивачи. В югозападната ѝ част преминава участък от Транссибирската жп линия.
В по-старите карти и географски справочници (до около 1975 г.) се води като Амурско-Зейско плато.

## Топографски карти
- N-52 1:1000000[2]